# 大军团广场 (布鲁克林)
大军团广场（英语：Grand Army Plaza）是纽约市布鲁克林展望公园的主要入口，由同心椭圆环组成。外圈为与广场同名的街道，内圈原定是一个圆，实际上作为主要街道的交汇处。
广场上的地标包括战士和水手拱门、贝利喷泉、约翰·肯尼迪纪念碑、美国内战将军古弗尼尔·沃伦和亨利·华纳·斯洛克姆雕像，著名的布鲁克林公民亞歷山大·斯基恩医生和亨利·W·麦克斯韦半身像，以及凉亭等。

## 历史
大军团广场所在地原是美国独立战争首场战役，即长岛战役的战场。
1861年的展望公园计划原定在弗拉特布什大道（Flatbush Ave.）和第九大道的交汇处修建一个椭圆形广场。弗里德里克·劳·奥姆斯特德（Frederick Law Olmsted）和加佛特·沃克斯 （Calvert Vaux）在1867年设计了这个广场作为进入公园的大门。奥姆斯特德和沃克斯的设计仅包含了金色喷泉和树荫环绕的路堤。为了阻隔新建的交通环岛产生的噪音，公园临近的公寓和布鲁克林公共图书馆分馆均被护堤包围。1869年前，广场北面喷泉阶梯上立有亨利·布朗（Henry K Brown）雕刻的林肯铜像。1895年，该雕像被移至公园音乐厅树林的下层平台上。旧喷泉在1873年被一座装有灯饰的新喷泉取代。1897年至1915年间喷泉再次改建，以用于展览。最终在1922年，原喷泉在修葺后改名为贝利（Bailey）喷泉，并且保留至今（曾于2006年翻修）。1895年，广场上的战士和水手拱门新增了三组铜像群。1896年布鲁克林公共图书馆修建时，布鲁克林-曼哈顿运输公司原定在图书馆下方设置布莱顿线（BMT Brighton Line）的一个车站，但因为预算过高（100至300万美元）而放弃。
1926年，广场的名字从展望公园广场改作大军团广场，以兹纪念共和国大军团成立60周年（该组织由内战中联邦军老兵组成）。
1975年，大军团广场被列为国家历史地标。

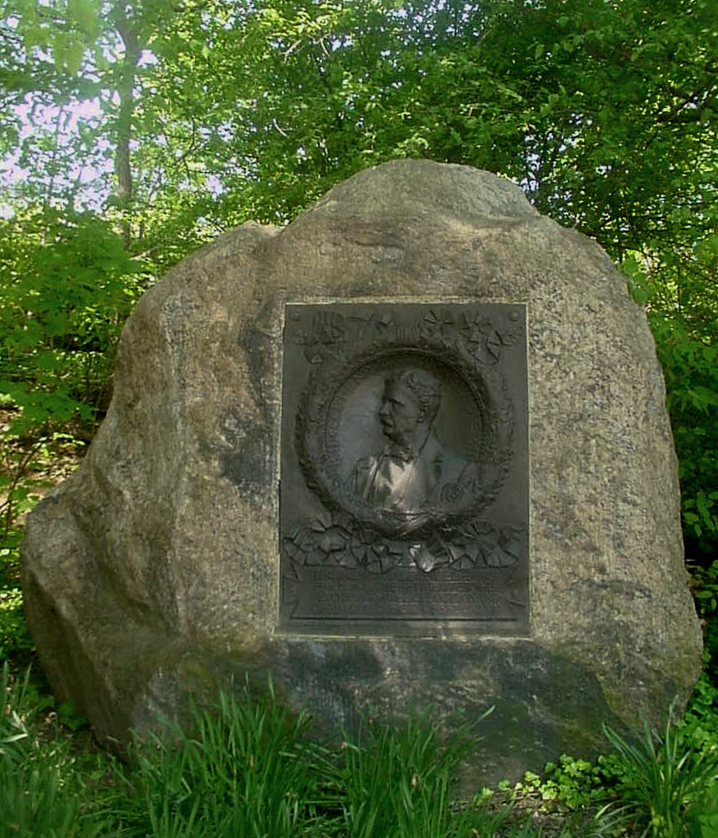
亨利·麦克维尔纪念碑

2008年，为了让广场和公园更好地融为一体，同时方便行人进出广场，园方组织了一场设计比赛。同时，纽约市交通运输局改进了广场的人行设施，增设了人行道。这些改进方便了行人和骑行者穿过公园前往图书馆和广场。然而，与那些呼吁重新规划车流量的参赛作品相比，交运局的改进显得较为简陋。

## 交通
拱门周围的区域是布鲁克林最大也是最为繁忙的交通圈。弗拉特布什大道、范德堡大道、东公园道、展望公园道西和联合街均在此处交汇。在1927年，一个能够显示区内交通意外死亡人数的展板树立在此处，警戒司机缓行。
过去几年间，每周六上午八点到下午四点，广场上都会举办一个广受欢迎的农产品集会。
纽约地铁大军团广场站（2、3、4、5号线）位于广场北端。该车站建于1920年，当时是IRT东公园道线（IRT Eastern Parkway）的一站。第七大道站（B线和Q线）位于广场往西北方向几个街区。广场以北两个街区的位置是B67和B69路巴士的联合街第七大道站。

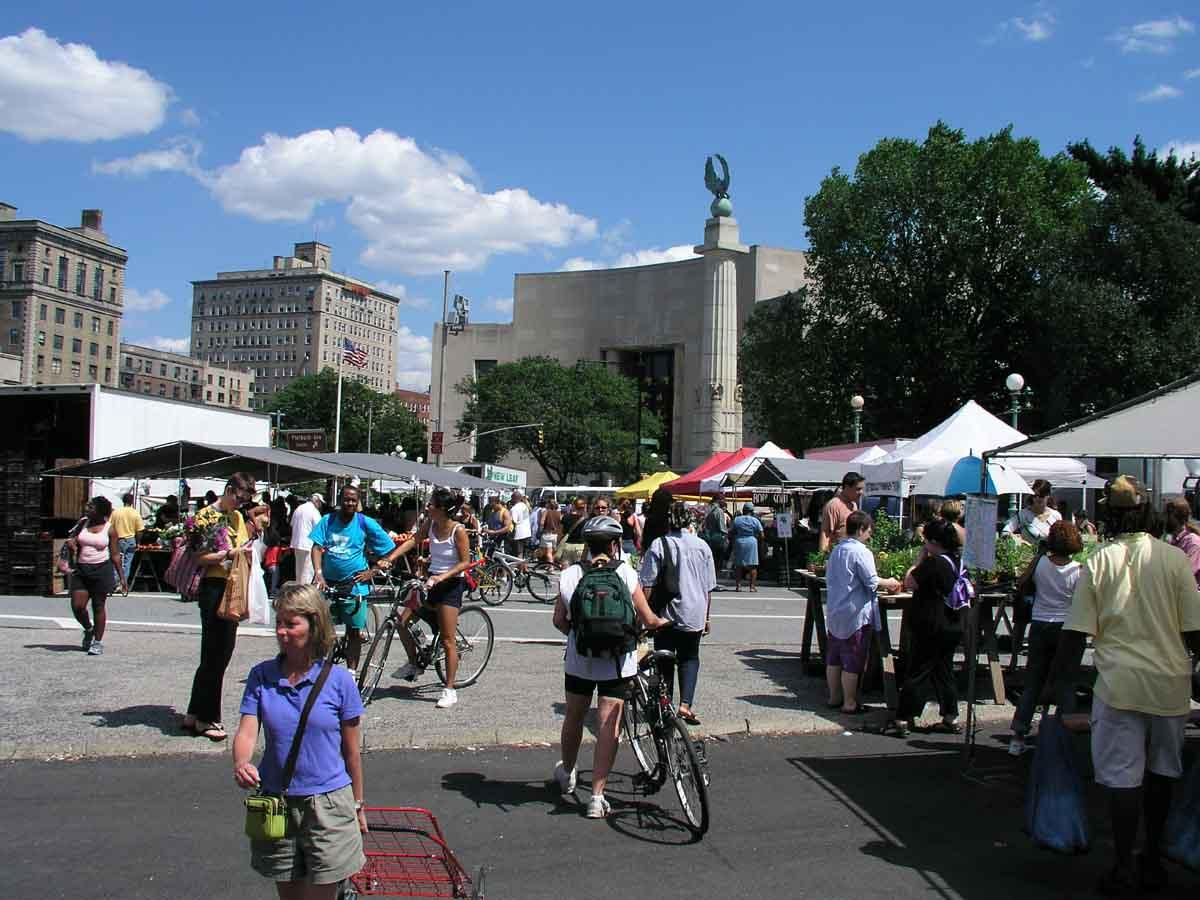
大军团广场的周六市场（摄于2003年）